# رودخانه تسنا (دریاچه مستینو)
رودخانه تسنا (دریاچه مستینو) (به انگلیسی: Tsna River (Mstino Lake basin)) رودخانه‌ای است که در روسیه جریان دارد.